# Бодега-и-Куадра, Хуан Франсиско де ла
Хуан Франсиско де ла Бодега и Куадра (исп. Juan Francisco de la Bodega y Quadra, 22 мая 1744 — 26 марта 1794) — испанский мореплаватель.

## Биография
Родился в Лиме (вице-королевство Перу); его отцом был Томас де ла Бодега Куадра-и-де Лас Льянас, а матерью — креолка Франсиска де Мольинедо-и-Лосада. Он закончил иезуитский Высший колледж Св. Мартина, Королевский и папский университет Св. Марка в Лиме, в 19 лет поступил в военно-морскую академию в Кадисе, и в 1767 году стал офицером испанского флота.
В 1774 году после возвращения экспедиции Хуана Переса, которая должна была достигнуть 60-й параллели, но не смогла проплыть так далеко на север, вице-король Новой Испании Антонио Мария де Букарели-и-Урсуа решил отправить новую экспедицию для исследования северо-западного побережья Америки.
16 марта 1775 года из Сан-Бласа на борту «Santiago» отплыли 90 человек под командованием лейтенанта Бруно де Эсеты; их сопровождала шхуна «Sonora», которой командовал Хуан де Айала. Вскоре после начала экспедиции Айала перешёл на пакетбот «San Carlos», капитан которого заболел, а командование шхуной «Sonora» принял Бодега-и-Куадра; штурманом экспедиции был Франсиско Морелль.
По достижении залива Монтерей в Верхней Калифорнии «San Carlos» отделился для исследования пролива Золотые Ворота, а «Santiago» и «Sonora» продолжили путь на север до Пунта-де-лос-Мартирес, где 29 июля Эсета решил вернуться в Сан-Блас. «Sonora» продолжила путь вдоль побережья, и 15 августа достигла 58-й параллели, войдя в пролив Ситка. На обратном пути Бодега-и-Куадра посетил залив Букарели на западном берегу острова Принца Уэльского. Во время своей экспедиции Бодега-и-Куадра осуществлял многочисленные «акты суверенитета» и дал названия многим географическим объектам.
В 1779 году из Сан-Бласа вышла новая экспедиция на двух корветах: «Favorita» под командованием Игнасио де Артеаги-и-Басана, и «Princesa» под командованием Хуана Франсиско Бодеги-и-Куадра. Целью экспедиции было оценить русское проникновение на Аляску, найти Северо-Западный проход, и захватить Джеймса Кука, если он окажется в испанских водах (в Испании узнали о том, что в 1778 году Кук совершил плавание у северо-западного побережья Северной Америки).
Во время экспедиции Артеага и Бодега тщательно изучили залив Букарели, а затем направились на север в залив Порт-Этчес на острове Хинчинбрук. Они вошли в Пролив Принца Вильгельма и достигли 61-й параллели — самая северная точка испанских исследований на Аляске. Также они исследовали залив Кука и полуостров Кенай, и провели 2 августа на месте современного Порт-Чэтема церемонию объявления территории собственностью Испании. Из-за болезней среди экипажа экспедиция вернулась в Калифорнию, так и не встретив русских. За свои успехи в экспедиции Бодега-и-Куадра в 1780 году получил звание «капитан фрегата» (capitán de fragata).
В 1780 году Бодега-и-Куадра получил приказ отправиться в вице-королевство Перу и доставить ртуть, необходимую для мексиканской серебряной промышленности (из-за войны с Великобританией обычное транспортное сообщение было под угрозой). После долгих задержек он наконец вышел на старом «Santiago» из Сан-Бласа 5 июня 1781 года. Противные ветра и многочисленные бедствия привели к тому, что экспедиция продлилась целых 13 месяцев, и он достиг Кальяо лишь 18 июля 1782 года, где обнаружил, что никаких излишков ртути, которые можно было бы отправить в Новую Испанию, не имеется. Не желая возвращаться порожняком, он загрузил военные припасы и пассажиров, и отплыл из Кальяо в марте 1783 года, прибыв в Сан-Блас 20 июня того же года.
Вскоре по возвращении он получил приказ отправляться в Гавану. Там в 1784 году он запросил разрешения отправиться в Испанию и, получив его, отплыл в 1785 году. В Испании он 15 ноября 1786 года получил звание «капитан корабля» (capitán de navío), а 8 апреля 1788 года был произведён королём в рыцари Ордена Сантьяго.
После четырёх лет пребывания в Испании Бодега-и-Куадра был назначен морским комендантом Сан-Бласа. Отобрав для себя шесть молодых офицеров, он вернулся в Новую Испанию на одном корабле с новым вице-королём — графом Ревильяхихедо. Сразу по прибытии вице-королю и коменданту пришлось разрешать проблемы, вызванные спором за залив Нутка. Так как королевский указ от 14 апреля 1789 года требовал установления испанской базы в заливе Нутка, а оказалось, что Мартинес покинул залив, то Бодега-и-Куадра быстро организовал новую экспедицию, которая на трёх кораблях под командованием Франсиско де Элисы отправилась туда в 1790 году, основала там поселение Санта-Крус-де-Нука и построила форт Сан-Мигель.
В 1792 году Бодега-и-Куадра стал испанским представителем на переговорах с Великобританией, в итоге которых обсуждалась «Конвенция о заливе Нутка». Переговорщики не смогли на месте согласовать вопрос о границе, и передали его на рассмотрении правительств двух стран. Остров, на котором расположен залив Нутка, было решено в честь обоих переговорщиков — Бодеги-и-Куадра и Джорджа Ванкувера — назвать островом Ванкувера и Куадра.
В апреле 1793 года Бодега-и-Куадра, страдающий от сильных головных болей, попросился в отпуск по состоянию здоровья. Разрешение было получено, и он отправился в Гвадалахару, где у него началось сильное кровотечение. Он был доставлен в Мехико, где и скончался.
Помимо острова Ванкувера и Куадра, в честь Бодеги-и-Куадра названы залив Бодега в северной Калифорнии, и остров Куадра (в составе островов Галф) в Канаде.